# Belogradtjikbergen

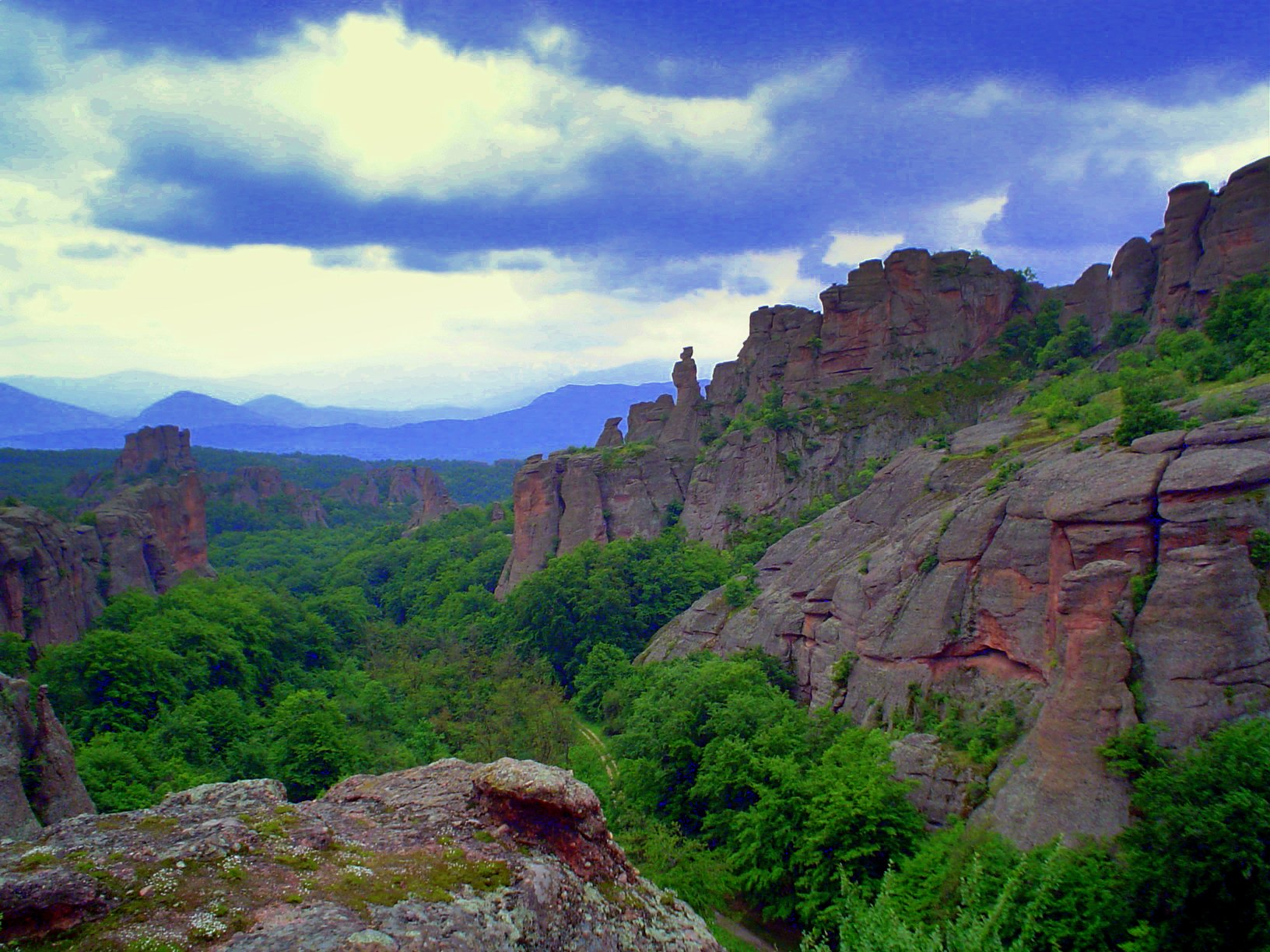
Belogradtjikbergen.

Belogradtjikbergen (bulgariska: Белоградчишки скали, Belogradtjisjki skali) är en grupp ovanligt formade klippformationer i sandsten, kalksten och konglomerat belägna på Balkanbergens västra sluttningar nära staden Belogradtjik i nordvästra Bulgarien. Bergen varierar i färg från i huvudsak röda till grå och gula. Några av bergen är uppemot 200 meter höga. Flera berg har fantastiska former och är associerade med spännande legender. De är ofta namngivna efter människor eller objekt som de anses likna. Belogradtjikbergen har fått status som naturligt landmärke av Bulgariens regering och är en betydande turistattraktion i regionen.

## Geografi
Belogradtjikbergen är spridda över Balkanbergens västra delar och täcker en areal om 50 km². De sträcker från byn Rabisja i väster till byn Belotintsi i öster.
Den centrala berggruppen ligger alldeles söder och intill staden Belogradtjik. Här finns de mest intressanta och imponerande formationerna: Adam och Eva, Svamparna, Skolflickan, Björnen, Dervischen, Herdepojken, Lejonet, Kamelen, Madonnan, Ryttaren, Munkarna, gudinnan Bendida, rebellen Velko, och många andra stenfigurer.  
Den andra berggruppen ligger väster om Belogradtjik. Bergen är av alpin typ och omgivna branta stup. Den mest kända av dessa berg är Zbegovete, Erkuprija och Boritj.
En tredje grupp av berg ligger 4 km öster om Belogradtjik och inkluderar berg omkring Latinporten och Lipenikgrottan.
Fjärde gruppen av berg ligger mellan byarna Borovitsa och Falkovets. Här finns Tallstenen, Bistenen, Torlaken och Ungmöns berg.
Femte gruppen ligger mellan byarna Gjurgitj och Belotintsi.

## Geologi
Många fantastiska bergfigurer och mindre dalar med stupande sluttningar har formats under hundratals miljoner år och är ett resultat av naturlig erosion och denudation, tillväxten av mossor och lavar samt andra naturliga faktorer.

## Galleri

Belogradchik rocks
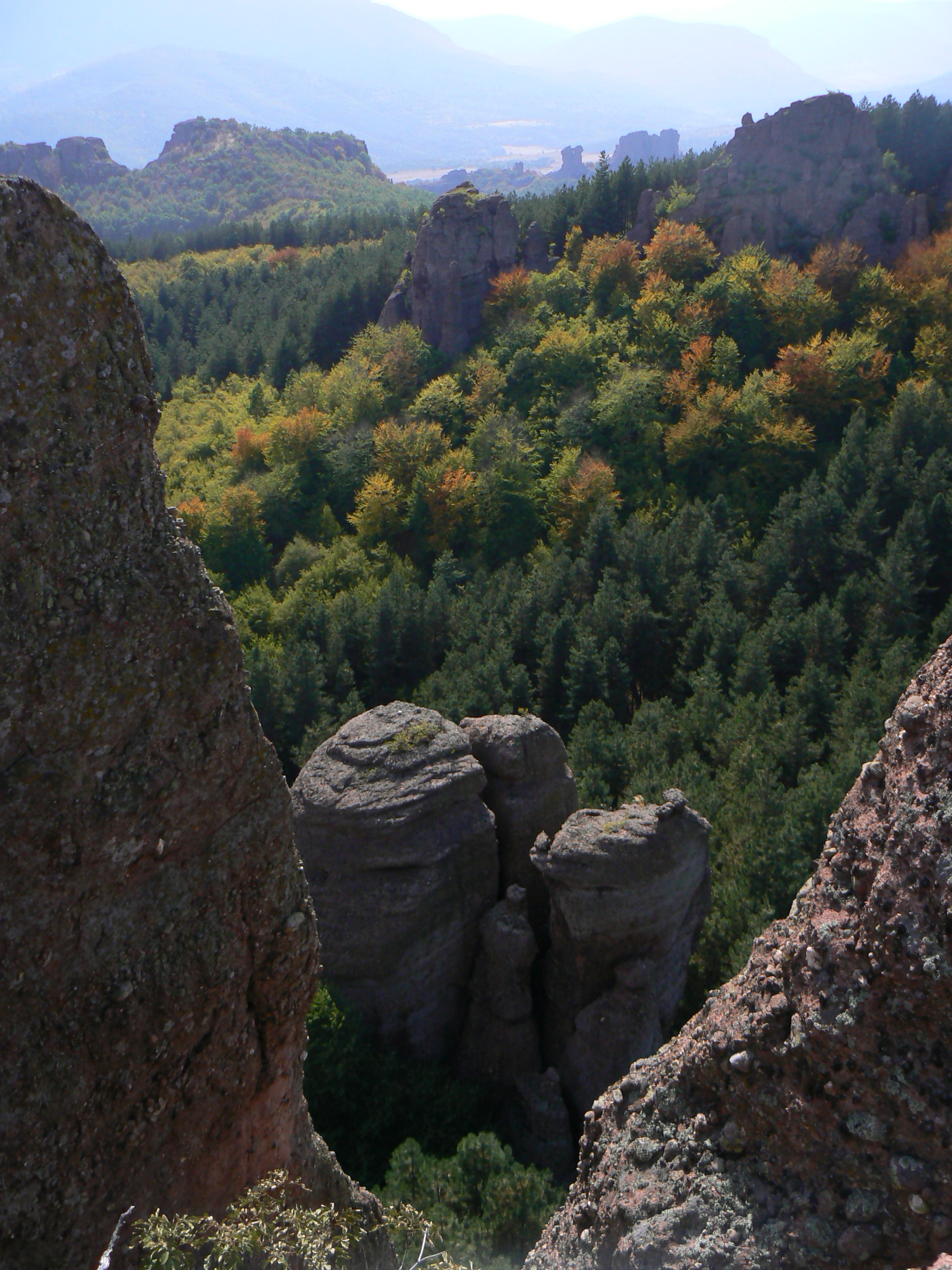
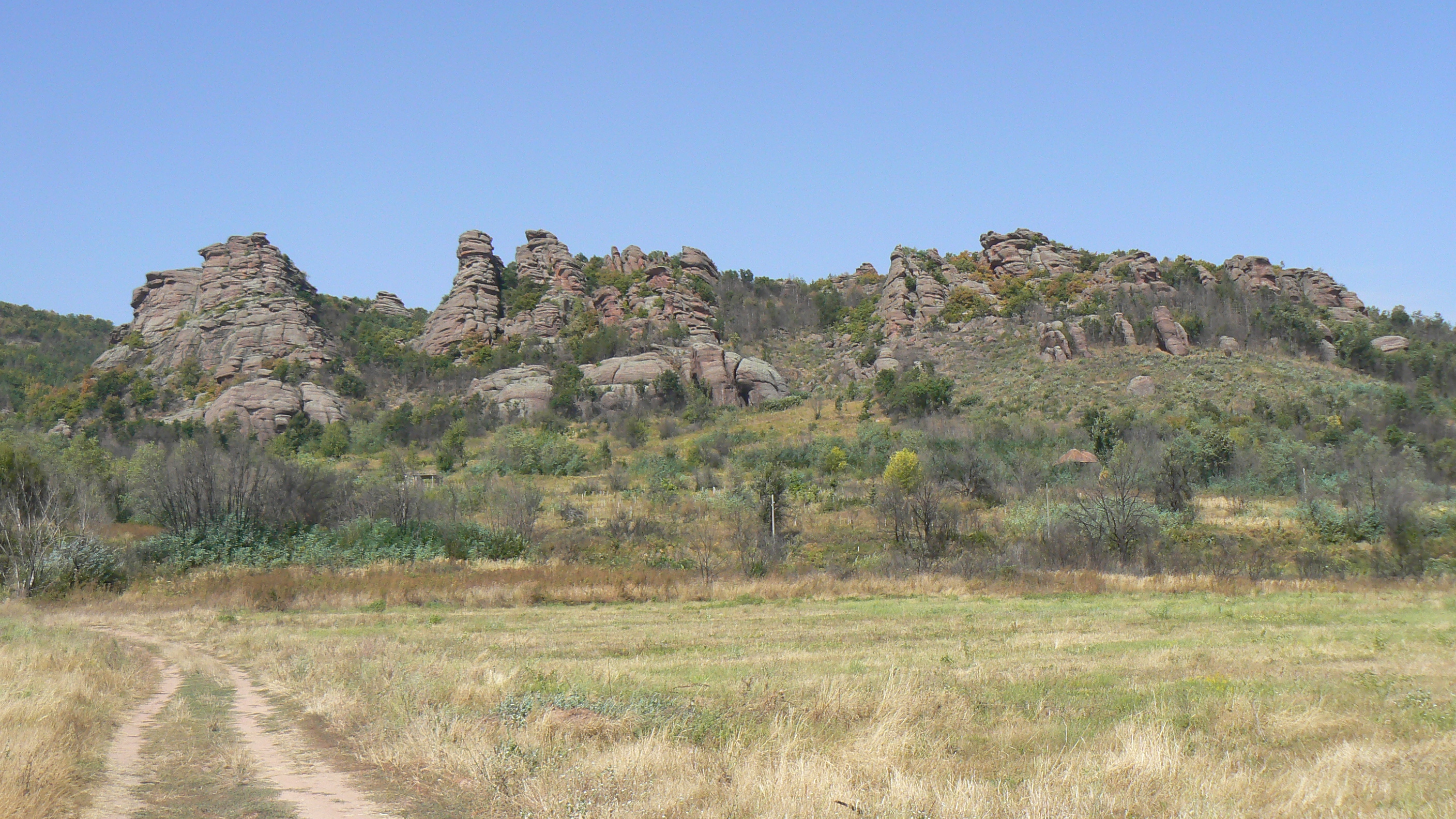
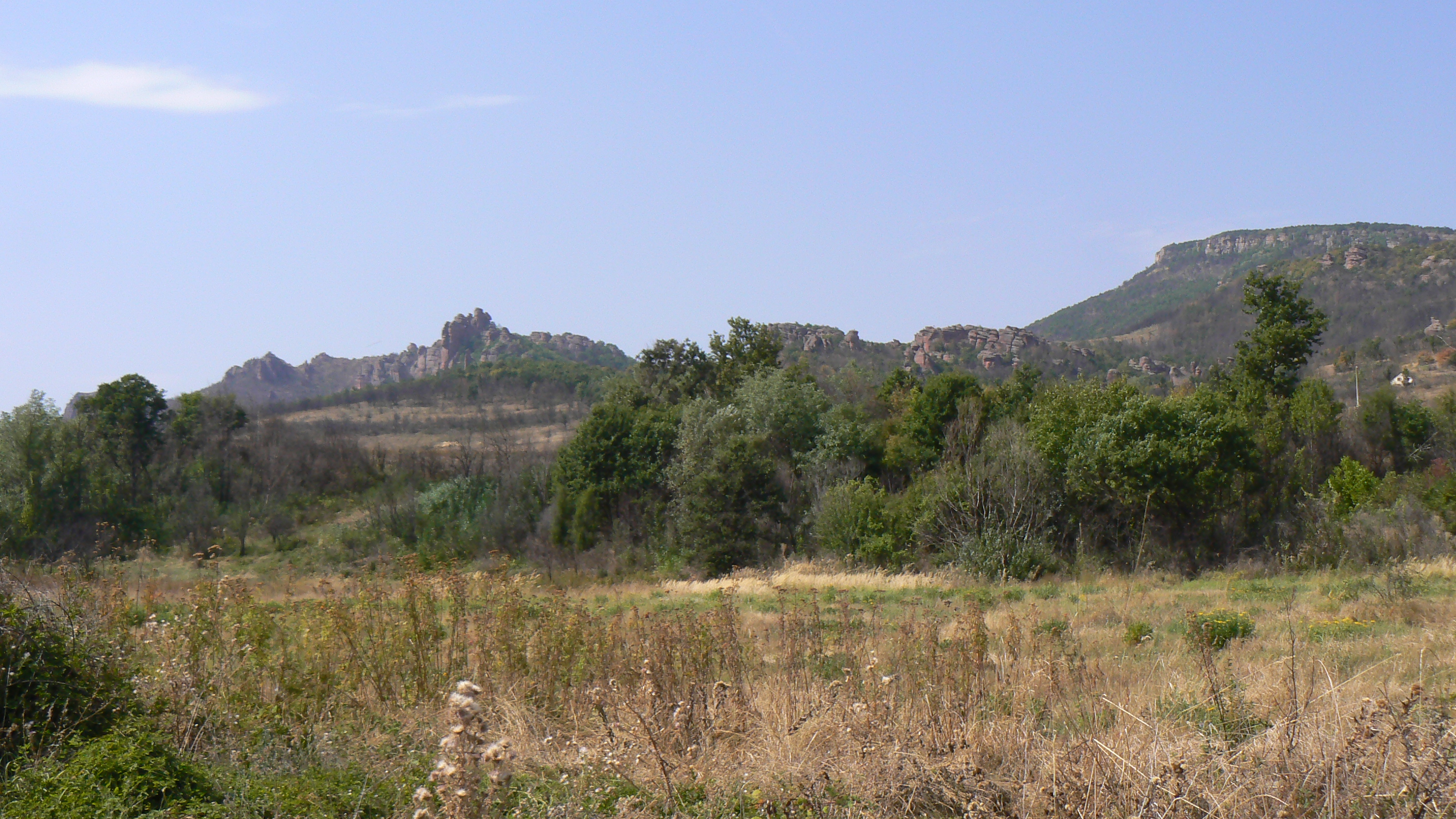
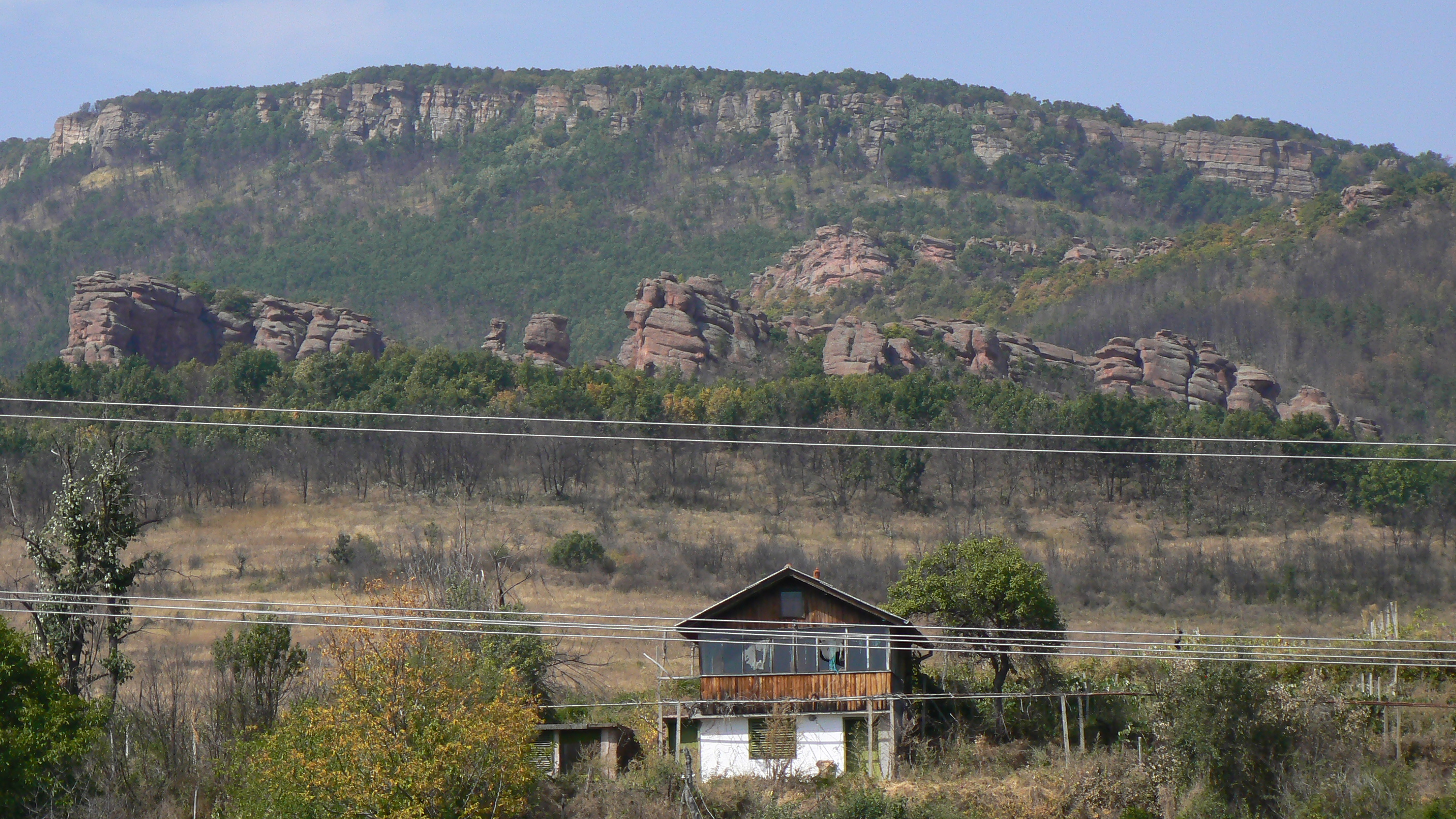
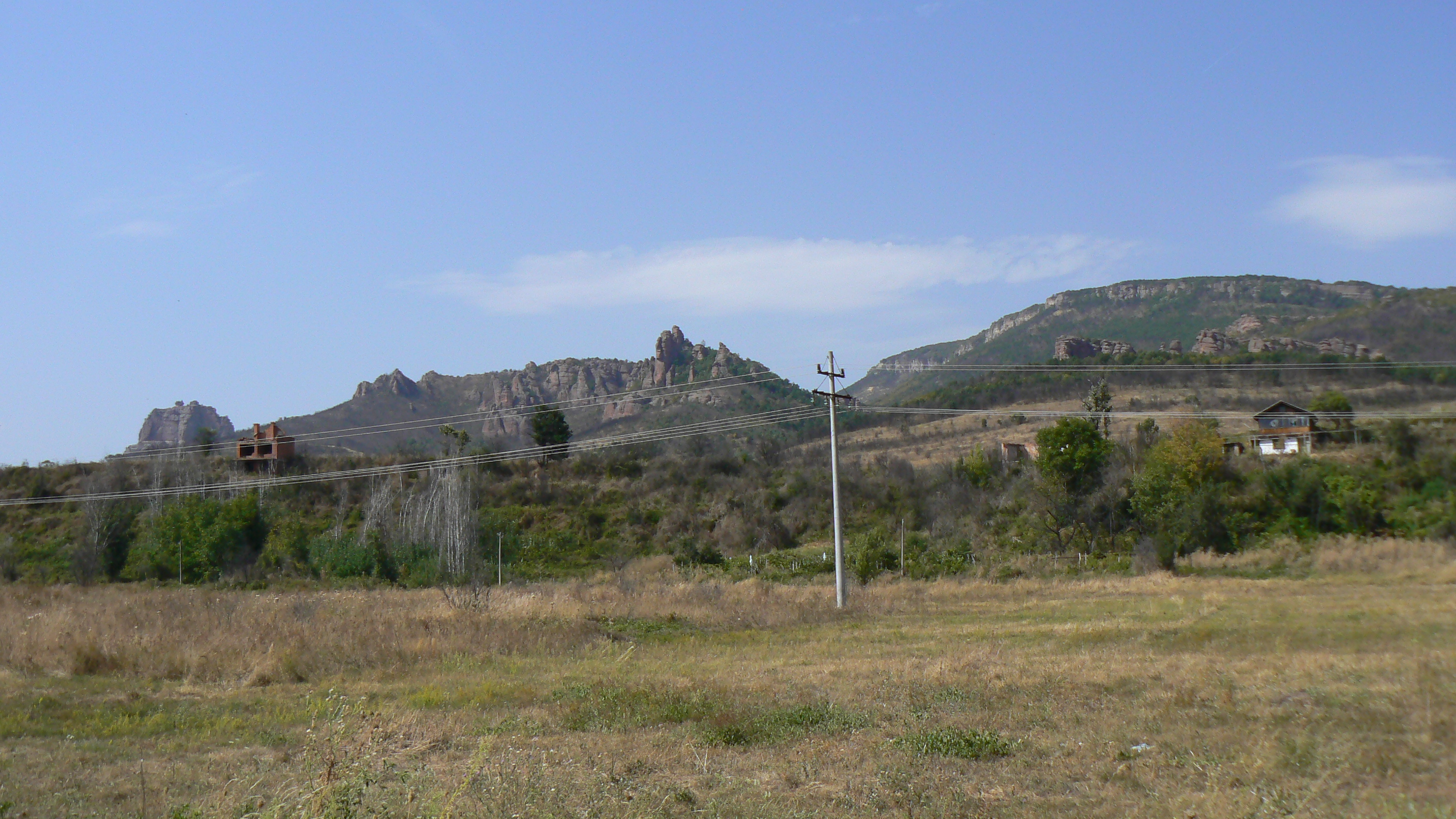
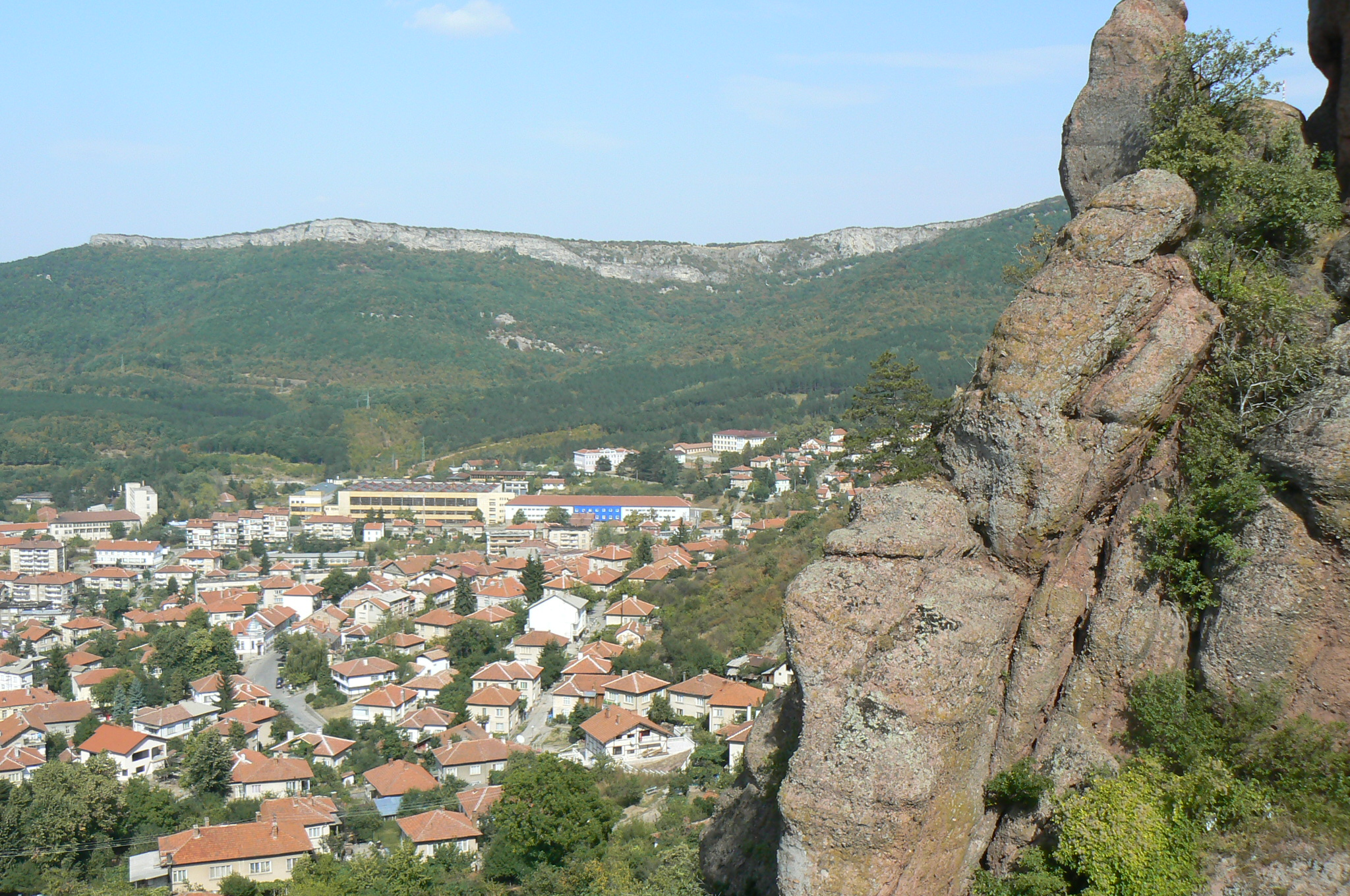
Vy mot Belogradtjik från bergen.
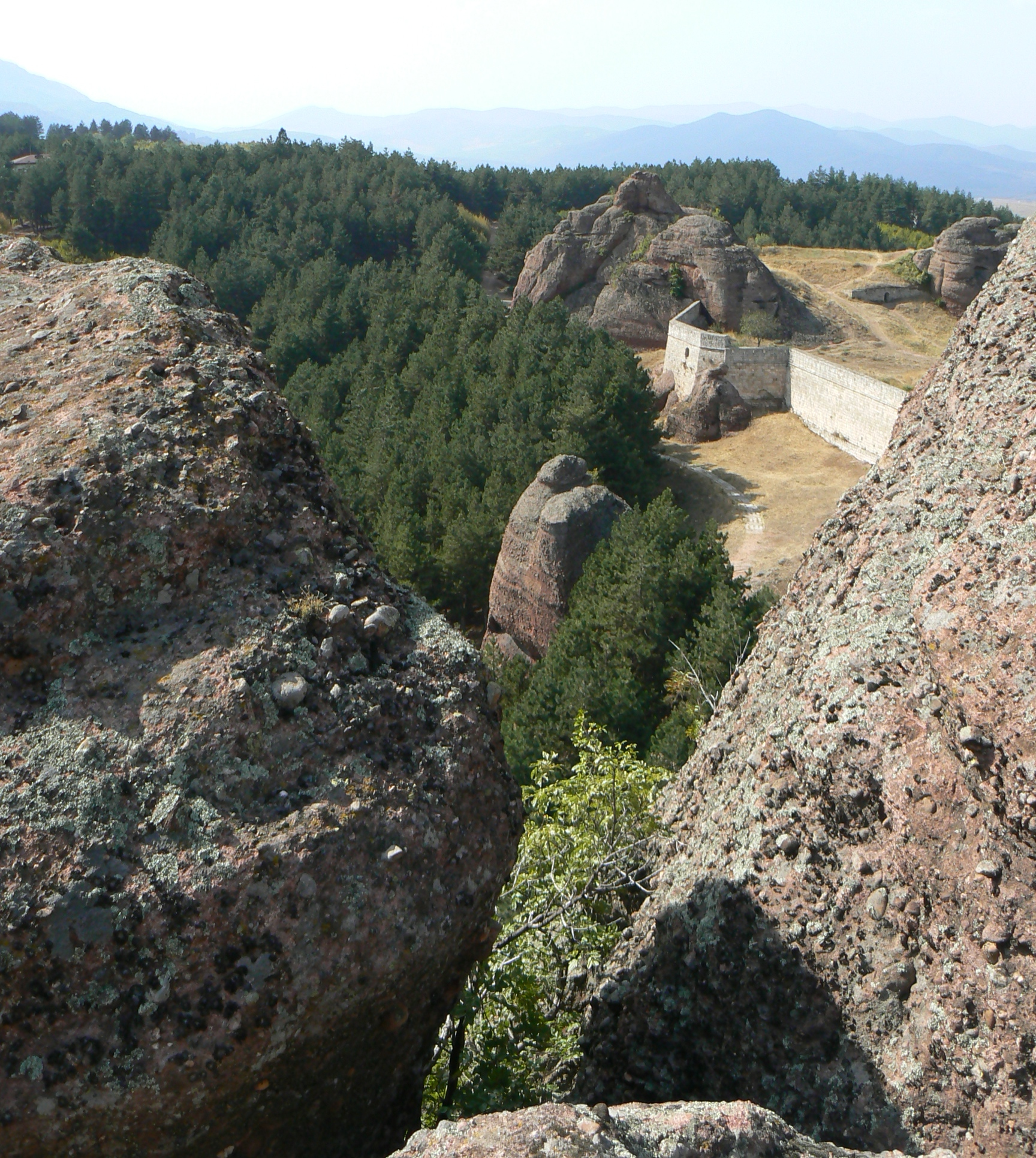
Belogradtjikbergen och delar av fästningsmurarna.
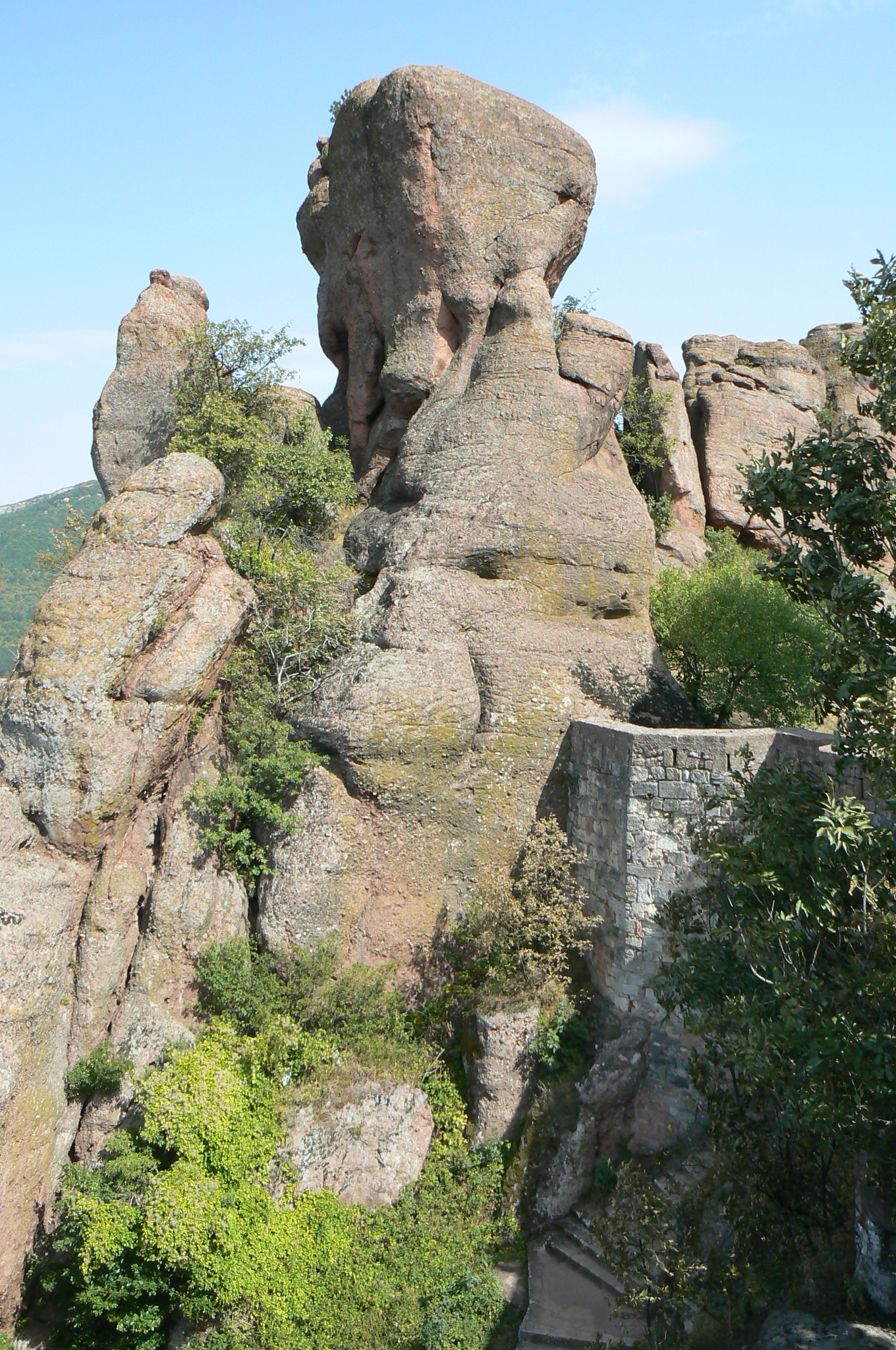
Belogradtjikbergen och delar av fästningsmurarna.

## Referenser

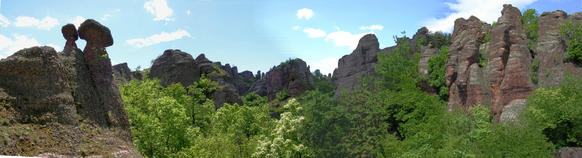
Panoramabild över bergsformationerna